# Raión de Zaporiyia
Raión de Zaporiyia (en ucraniano: Запорізький район) es un raión o distrito de Ucrania en el óblast de Zaporiyia. 
Comprende una superficie de 4674 km².
La capital es la ciudad de Zaporiyia.

## Demografía
Según estimación de 2010 contaba con una población total de 54.804 habitantes.

## Otros datos
El código KOATUU fue 2322100000. El código postal 70401 y el prefijo telefónico +380 6100.